# Burusera

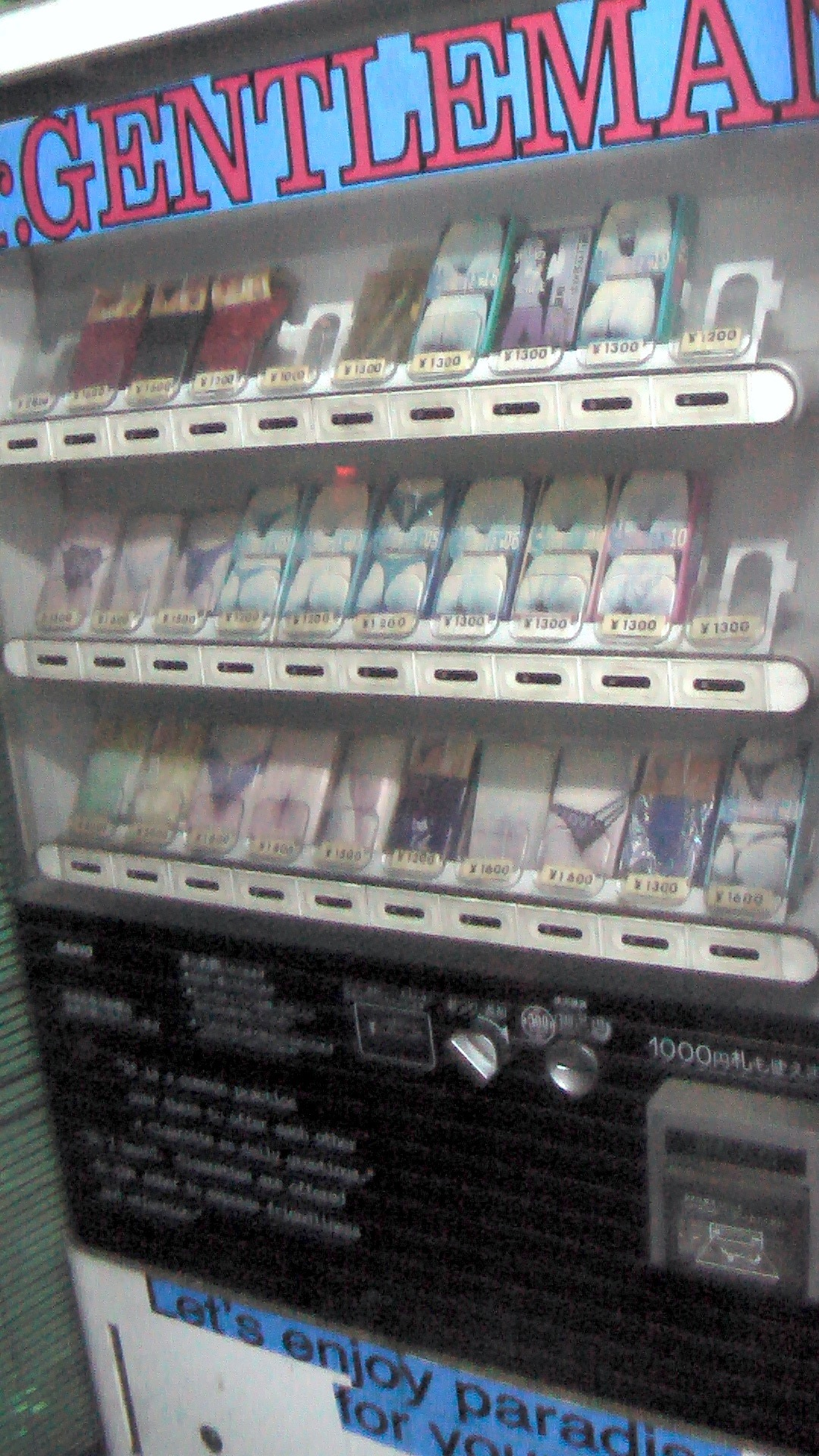
Máy bán hàng tự động Nhật Bản kinh doanh quần lót đã dùng rồi cho mục đích ngưỡng vọng

Burusera (ブルセラ) là một xu hướng tình dục lệch lạc, cụ thể là dùng để chỉ sự cuốn hút tình dục đối với quần lót hoặc đồng phục học đường nữ sinh hoặc các cô gái trẻ. Đây là một cụm từ có nguồn gốc tiếng Nhật, được ghép từ burumā (ブルマー), có nghĩa là quần/váy bloomer, như phần dưới của bộ đồ gym, và sērā-fuku (セーラー服), có nghĩa là bộ đồ thuỷ thủ, đồng phục học đường Nhật Bản truyền thống cho nữ sinh; đặc biệt là kogal. Những cửa hàng burusera bán các đồng phục học đường, quần lót và các vật dụng tôn sùng fetish đã qua sử dụng,

## Lịch sử
Vào những năm 1990, các tạp chí gravure bắt đầu đăng ảnh các cô gái mặc quần áo bó sát bloomer và đồng phục học sinh, một số tạp chí còn chỉ dành riêng để đăng những kiểu quần áo ấy. Các cửa hàng fetish kinh doanh loại quần áo này cũng bắt đầu xuất hiện ở Nhật Bản. Cùng với những chiếc tất lỏng, chúng đã trở thành biểu tượng của nữ sinh trung học thập niên 1990. Đôi khi chúng cũng được mặc như cosplay.

## Cửa hàng Burusera
Các cửa hàng burusera bán các bộ đồ thể dục nữ và đồng phục nữ sinh đã qua sử dụng. Họ cũng kinh doanh các mặt hàng khác, thu thập được từ các nữ sinh, chẳng hạn như đồ lót, bộ đồ bơi của trường dành cho môn thể dục, tất, văn phòng phẩm, băng vệ sinh và tampon.
Những bộ quần áo thường đi kèm với các bức ảnh rất giống với cô gái thực sự mặc chúng. Các khách hàng thường là nam giới sử dụng các món hàng này để kích thích tình dục hoặc tạo cảm hứng tình dục.
Trước đây, các nữ sinh thậm chí còn tham gia mở cửa hàng bán quần áo đã qua sử dụng của họ, thông qua các cửa hàng burusera hoặc sử dụng các trang web di động để bán trực tiếp cho khách hàng.

## Giới hạn pháp lý
Tháng 8 năm 1994, một quản lý cửa hàng burusera ép buộc một nữ sinh dưới 18 tuổi bán đồ lót đã qua sử dụng đã bị Sở Cảnh sát Thủ đô Tokyo bắt giữ vì nghi ngờ vi phạm điều 34 của Đạo luật Phúc lợi Trẻ em và điều 175 của Bộ luật Hình sự. Cảnh sát cáo buộc vi phạm Đạo luật buôn bán đồ cũ, theo đó cấm mua đồ cũ mà không được phép.
Luật khiêu dâm trẻ em áp đặt quyền kiểm soát pháp lý đối với nền công nghiệp burusera vào năm 1999. Tuy nhiên, bản thân các mặt hàng burusera không phải là nội dung khiêu dâm trẻ em, và việc bán các mặt hàng burusera là một cách dễ dàng để các nữ sinh kiếm thêm thu nhập. Điều này đã và đang bị nghi ngờ là có khả năng lạm dụng tình dục trẻ em.
Từ năm 2004, các tỉnh của Nhật Bản đã bắt đầu thực thi các quy định hạn chế việc mua bán đồ lót đã qua sử dụng và nước bọt của những người dưới 18 tuổi.

## Trích dẫn trong truyền thông
- Trong tiểu thuyết Sự khởi đầu của mùa hè của Shin Kimagure Orange Road, nhân vật chính Kyosuke Kasuga cảm thấy ghê tởm khi phát hiện ra rằng em gái Kurumi hiện đang ở độ tuổi trung học của anh có ý định bán những bộ quần áo bó léotard đã qua sử dụng của mình cho một cửa hàng burusera.[8]
- Trong tiểu thuyết hình ảnh True Love, một phần quan trọng trong lộ trình của Mayumi Kamijou liên quan đến nhân vật người chơi Daisuke, theo đó phát hiện ra rằng cô ấy có ý định bán một cặp quần lót của mình tại cửa hàng burusera địa phương. Nếu Daisuke tìm thấy chiếc quần lót nói trên, giữ chúng lại và trả lại cho Mayumi khi cô yêu cầu, anh sẽ đạt được điểm trong mối quan hệ với cô.
- Trong trò chơi điện tử Yandere Simulator, nhân vật người chơi Ayano Aishi có thể mua một "bí mật đen tối" từ Info-Chan như một ân huệ. Info-Chan gửi cho cô một tin nhắn nói rằng cô ấy có đoạn video ghi lại cảnh một trong những đối thủ của Ayano bán quần lót đã qua sử dụng cho một nam sinh từ trường khác.
- Trong trò chơi điện tử Yakuza 0, một nhiệm vụ phụ liên quan đến việc khám phá, và cuối cùng là đánh sập một chiếc nhẫn burusera.
- Một trong những nhân vật trong cuốn tiểu thuyết Consumed của đạo diễn phim người Canada David Cronenberg, đề cập đến nó khi nói về đồng phục học sinh.